# Astrogeologi

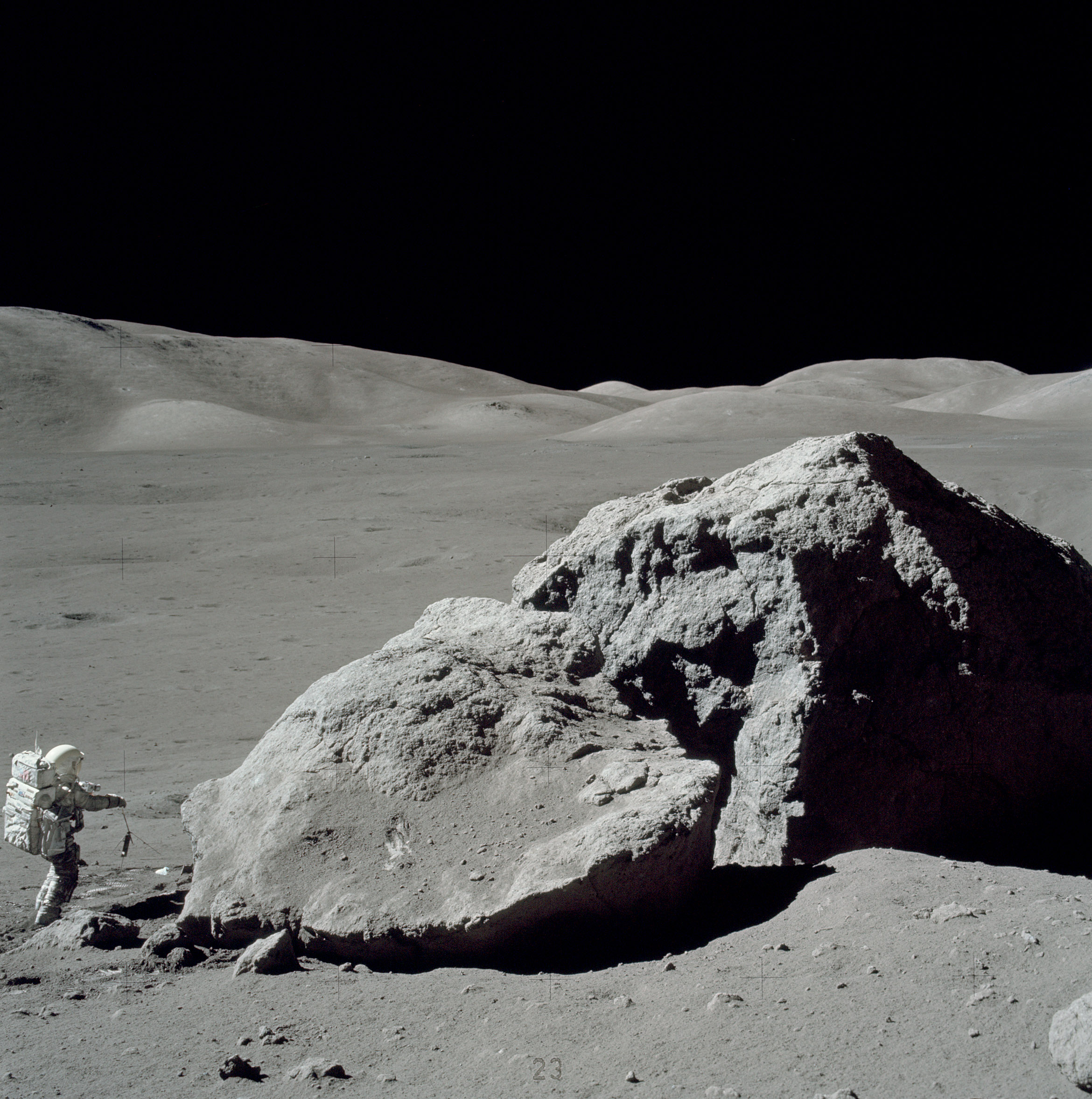
Geologen och astronauten Harrison Schmitt samlar månstenar under månexpeditionen Apollo 17.

Astrogeologi (även kallad planetär geologi eller exogeologi) är en planetär vetenskapsdisciplin som handlar om geologin hos himlakroppar såsom planeter, månar, asteroider, kometer och meteoriter.
Planetarisk geologi innehåller sådana inslag som att bestämma den inre strukturen hos stenplaneterna och tittar också på planetarisk vulkanism och ytprocesser, som nedslagskratrar, fluviala och eoliska processer. Strukturerna på jätteplaneterna och deras månar undersöks också, liksom bildningen av solsystemets mindre kroppar, såsom asteroider, Kuiperbältet och kometer.

## Arbetsmetoder
Flera verktyg har använts inom planetgeologin och vanliga arkeologiska verktyg som hammare, spadar, borstar etc. används ofta av planetgeologer.  Tillsammans med dessa ordinära verktyg används ny avancerad teknik och forskare kan också genom sådan teknik, använda kartor och bilder, som teleskop på jorden (30-meters teleskop) och omloppsteleskop (Hubbleteleskopet) har tagit av olika planetära objekt. Kartorna och bilderna lagras i NASA Planetary Data System där verktyg som Planetary Image Atlas hjälper till att söka efter speciella geologiska särdrag som berg, raviner och kratrar.

## Terminologi
Planetarisk geologi använder olika standardiserade beskrivande beteckningar för olika objekt. Alla planetariska särdrag registrerade av International Astronomical Union är kombinerade med en av dessa benämningar genom ett möjligen unikt identifierande samband. De konventioner som bestämmer det mer exakta namnet är beroende av vilken planetarisk kropp objektet tillhör, men standardbeskrivningar är i allmänhet gemensamma för alla astronomiska planetariska kroppar. Vissa benämningar har en lång historisk användning, men nya måste erkännas av IAU:s arbetsgrupp för planetsystemets nomenklatur eftersom objekten kartläggs och beskrivs av nya planetariska uppdrag. Denna process kan i vissa fall ändra benämningen efter hand som nya bildspråk blir tillgängliga eller, i andra fall, ändra brett antagna benämningar i linje med reglerna. Standardnamnen väljs för att medvetet undvika att tolka den underliggande orsaken till objektet, utan snarare endast beskriva dess utseende.